# 일본홍반열
일본홍반열(japanese spotted fever) 또는 동양반점열(oriental spotted fever)은 발진이 특징적으로 발생하는 질환으로, 감염 초기에 반점(macule)이, 후기에는 일부 환자에서 점상출혈이 나타난다. 발열, 홍반, 진드기가 문 자리의 괴사딱지(가피)가 특징적인 증상이며 C반응단백질 수치가 올라간다. 또한 호산구감소증이 잘 나타난다고 알려져 있다. 전체적인 양상은 쯔쯔가무시병과 아주 유사하다.
원인이 되는 세균은 리케차의 일종인 리케차 자포니카(Rickettsia japonica)이다.  따뜻한 시기인 4~11월에 호발하며 주로 태평양을 끼고 있는 일본 중부와 남서부에서 잘 발병한다. 테트라사이클린 항생제가 특히 효과적이며, 스테로이드 역시 사용될 수 있다. 발생할 수 있는 합병증으로는 파종성 혈관내 응고, 뇌수막염, 다발성 장기 부전, 중추신경계 질환, 급성호흡곤란증후군 등이 보고되었다.
처음 일본홍반열에 관하여 기술된 것은 1984년이다. 대한민국에서는 2006년에 처음으로, 인천광역시 무의도에 살던 65세 농부로부터 리케차 자포니카 감염이 확인되었다.